# Fucile pneumatico
Il fucile pneumatico è un tipo di fucile subacqueo, un'arma da pesca subacquea

## Storia
La storia del "fucile ad aria compressa" deve molto alle ditte italiane, che lo imposero negli anni sessanta del XX secolo come il punto di riferimento tecnologico per la pesca sub. I primi fucili pneumatici avevano una struttura con impugnatura centrale analoga a quella dei vecchi fucili a molla elicoidale. Alcuni sub appoggiavano addirittura la parte terminale della canna alla spalla come fosse il calcio di un fucile, da cui il nome appunto di "fucile subacqueo".
Negli anni settanta si impose l'impugnatura arretrata "a pistola" che permetteva un minore ingombro a parità di potenza (la canna in cui viaggia la freccia corre all'interno del serbatoio d'aria) ma l'arma rimase comunque "fucile" nel linguaggio comune.
Lo pneumatico dominò la scena fino agli anni ottanta. Quasi tutti i titoli mondiali di pescasub, all'epoca, furono vinti impiegando fucili pneumatici.
Poi lo sviluppo tecnologico dello pneumatico si arrestò, e l'attenzione si spostò sull'arbalete, un fucile ad elastici dalla struttura primitiva, molto usato in Francia. La grande possibilità che offre l'arbalete di essere soggetto a personalizzazioni e modifiche (sugli elastici, sulla freccia, sulla scatola di sgancio, sulla sensibilità del grilletto, sulla forma, sul bilanciamento ed addirittura sui materiali costruttivi) unita all'istintività del tiro portò ad un sostanziale abbandono dello pneumatico a favore dell'arbalete.
Dal 2000 in poi lo pneumatico sta scoprendo una seconda giovinezza grazie a innovazioni tecnologiche sostanziali che ne esaltano le doti di maneggevolezza e potenza, specie sulle misure lunghe destinate ai grandi pelagici e nelle cortissime per la pesca in tana.

## Caratteristiche
Esso è formato sostanzialmente di tre parti:
- Il serbatoio dove è contenuto il pistone che tramite aria compressa scaglia la freccia
- La canna con la volata di uscita, che permettono alla freccia di avere una traiettoria rettilinea
- L'impugnatura, che porta in sé il meccanismo di scatto controllato tramite un grilletto e la valvola di carico/scarico di aria.

Il fucile pneumatico funziona come già detto ad aria compressa, mentre i meccanismi lavorano in bagno d'olio. Nel serbatoio infatti viene preventivamente caricato un quantitativo di aria (precarica) che viene ulteriormente compressa all'atto del caricamento dell'arma. L'olio che funge da lubrificante interno del pistone, del cilindro e dei leverismi interni non può invece venire compresso, poiché i liquidi sono incomprimibili.
All'atto della pressione del grilletto il pistone viene rilasciato e spinge in avanti il dardo che fuoriuscirà a grande velocità (in relazione al numero di ATM a cui viene caricato il fucile). Il pistone si bloccherà nella sua corsa sulla volata (la parte terminale) della canna, mentre la freccia, vincolata ad una sottile sagola, ne uscirà andando a colpire la preda.